# De appelsmoes
De appelsmoes is het eerste stripverhaal van De Kiekeboes in de Spar-reeks. De reeks wordt getekend door striptekenaar Merho.

## Verhaal
Wanneer Kiekeboe ontdekt hoeveel geld er in de showbusiness verdiend kan worden, laat hij Fanny een contract tekenen met Adam Appel. Die belooft van haar snel een beroemde zangeres te maken. Alles loop echter anders dan Kiekeboe gedacht had: hij betaalt zich blauw aan Appel en met de carrière van Fanny vlot het niet echt. Al snel blijkt dat Adam Appel een bedrieger is die niet alleen Fanny gouden bergen beloofd heeft.

## Achtergronden bij het verhaal
- Adam Appel is een woordspeling op adamsappel .
- De appelsmoes verschijnt later samen met Een kwestie van Tai-Ming in het album In tweevoud.